# Team Katusha Alpecin/Saison 2018
Diese Liste beschreibt die Mannschaft und die Erfolge des Radsportteams Team Katusha Alpecin in der Saison 2018.

## Erfolge in der UCI WorldTour
In den Rennen der Saison 2018 der UCI WorldTour gelangen die nachstehenden Erfolge.
| Datum    | Rennen                      | Sieger        |
| -------- | --------------------------- | ------------- |
| 8. März  | 2. Etappe Tirreno-Adriatico | Marcel Kittel |
| 12. März | 6. Etappe Tirreno-Adriatico | Marcel Kittel |

## Erfolge in der UCI Asia Tour
In den Rennen der Saison 2018 der UCI Asia Tour gelangen die nachstehenden Erfolge.
| Datum       | Rennen                   | Kat. | Sieger      |
| ----------- | ------------------------ | ---- | ----------- |
| 14. Februar | 2. Etappe Oman-Rundfahrt | 2.HC | Nathan Haas |

## Erfolge in der UCI Europe Tour
In den Rennen der Saison 2018 der UCI Europe Tour gelangen die nachstehenden Erfolge.
| Datum      | Rennen                     | Kat. | Sieger      |
| ---------- | -------------------------- | ---- | ----------- |
| 26. August | 4. Etappe Deutschland Tour | 2.1  | Nils Politt |

## Erfolge bei den Nationalen Straßen-Radsportmeisterschaften
In den Rennen zu den Nationalen Straßen-Radsportmeisterschaften 2018 gelangen die nachstehenden Erfolge.
| Datum    | Rennen                                    | Sieger      |
| -------- | ----------------------------------------- | ----------- |
| 29. Juni | Deutsche Meisterschaft – Einzelzeitfahren | Tony Martin |

## Mannschaft
| Teamkader 2018                                | Teamkader 2018     | Teamkader 2018         | Teamkader 2018                          |
| Name                                          | Geburtsdatum       | Land                   | Vorheriges Team                         |
| --------------------------------------------- | ------------------ | ---------------------- | --------------------------------------- |
| Maxim Belkow                                  | 9. Januar 1985     | Russland               | Vacansoleil-DCM (2011)                  |
| Jenthe Biermans                               | 30. Oktober 1995   | Belgien                | SEG Racing Academy (2016)               |
| Ian Boswell                                   | 7. Februar 1991    | Vereinigte Staaten     | Team Sky (2017)                         |
| Steff Cras                                    | 13. Februar 1996   | Belgien                | BMC Development (2017)                  |
| Alex Dowsett                                  | 3. Oktober 1988    | Vereinigtes Königreich | Movistar Team (2017)                    |
| Matteo Fabbro                                 | 10. April 1995     | Italien                | Friuli (2017)                           |
| José Gonçalves                                | 13. Februar 1989   | Portugal               | Caja Rural-Seguros RGA (2016)           |
| Nathan Haas                                   | 12. März 1989      | Australien             | Dimension Data (2017)                   |
| Marco Haller                                  | 1. April 1991      | Österreich             | Adria Mobil (2011)                      |
| Reto Hollenstein                              | 22. August 1985    | Schweiz                | IAM Cycling (2016)                      |
| Marcel Kittel                                 | 11. Mai 1988       | Deutschland            | Quick-Step Floors (2017)                |
| Robert Kišerlovski                            | 9. August 1986     | Kroatien               | Tinkoff (2016)                          |
| Pawel Kotschetkow                             | 7. März 1986       | Russland               | RusVelo (2013)                          |
| Wjatscheslaw Kusnezow                         | 24. Juni 1989      | Russland               | Itera-Katusha (2012)                    |
| Maurits Lammertink                            | 31. August 1990    | Niederlande            | Roompot-Oranje Peloton (2016)           |
| Tiago Machado                                 | 18. Oktober 1985   | Portugal               | NetApp-Endura (2014)                    |
| Tony Martin                                   | 23. April 1985     | Deutschland            | Etixx-Quick Step (2016)                 |
| Marco Mathis                                  | 7. April 1994      | Deutschland            | Rad-net Rose (2016)                     |
| Baptiste Planckaert                           | 28. September 1988 | Belgien                | Wallonie Bruxelles-Group Protect (2016) |
| Nils Politt                                   | 6. März 1994       | Deutschland            | Stölting (2015)                         |
| Jhonatan Restrepo                             | 28. November 1994  | Kolumbien              | Coldeportes-Claro (2015)                |
| Willie Smit                                   | 29. Dezember 1992  | Südarfika              | UC Nantes Atlantique (2016)             |
| Simon Špilak                                  | 23. Juni 1986      | Slowenien              | Lampre-ISD (2011)                       |
| Mads Würtz Schmidt                            | 31. März 1994      | Dänemark               | Virtu Pro-Veloconcept (2016)            |
| Rick Zabel                                    | 7. Dezember 1993   | Deutschland            | BMC Racing Team (2016)                  |
| İlnur Zäkärin                                 | 15. September 1989 | Russland               | RusVelo (2014)                          |
| Dmitri Strachow (1. Aug.–31. Dez., Stagiaire) | 17. Mai 1995       | Russland               | Lokosphinx (2018)                       |
|                                               |                    |                        |                                         |
| Quellen: ProCyclingStats Cycling Quotient     |                    |                        |                                         |